# Artur Kołosowski
 Artur Stanisław Kołosowski (ur. 1958 w Ornecie) – polski żołnierz, generał brygady. Przedsiębiorca, prezes zarządu w spółce akcyjnej, wiceprezes zarządu spółce z o.o., przewodniczący rady nadzorczej w PGZ S.A. Profesor wizytujący w Wojskowej Akademii Technicznej i autor publikacji na temat obronności i bezpieczeństwa państwa oraz cyberbezpieczeństwa. Dyrektor Centrum Operacyjnego Ministra Obrony Narodowej.

## Wykształcenie
Absolwent Wydziału Cybernetyki Wojskowej Akademii Technicznej w Warszawie (1977–1982). Magister inżynier elektronik w specjalności systemy komputerowe. Ukończył studia MBA Uniwersytetu Illinois (2006) oraz podyplomowe studia menedżerskie w Szkole Głównej Handlowej (2004), wyższy kurs obronny oraz kurs taktyczno-operacyjny w Akademii Obrony Narodowej. Uczestniczył w wielu szkoleniach, m.in. z zakresu kierowania działalnością gospodarczą, zarządzania w przedsiębiorstwie i wykonywania obowiązków w spółkach Skarbu Państwa (m.in. Instytut Rozwoju Biznesu). W 2009 zdał egzamin dla kandydatów do rad nadzorczych spółek Skarbu Państwa.

### Edukacja za granicą
W Stanach Zjednoczonych ukończył instruktorski kurs języka angielskiego dla lektorów w Defense Language Institute w Lackland Air Force Base w San Antonio w Teksasie (1994) oraz kurs zarządzania zasobami obrony w Defense Resources Management Institute w Monterey w Kalifornii (1997). Jest absolwentem kursu dla oficerów flagowych w NATO Defense College w Rzymie (2011), a także kursów z zakresu komunikacji społecznej oraz kontaktów z mediami w Norwegii i Wielkiej Brytanii.

## Przebieg służby

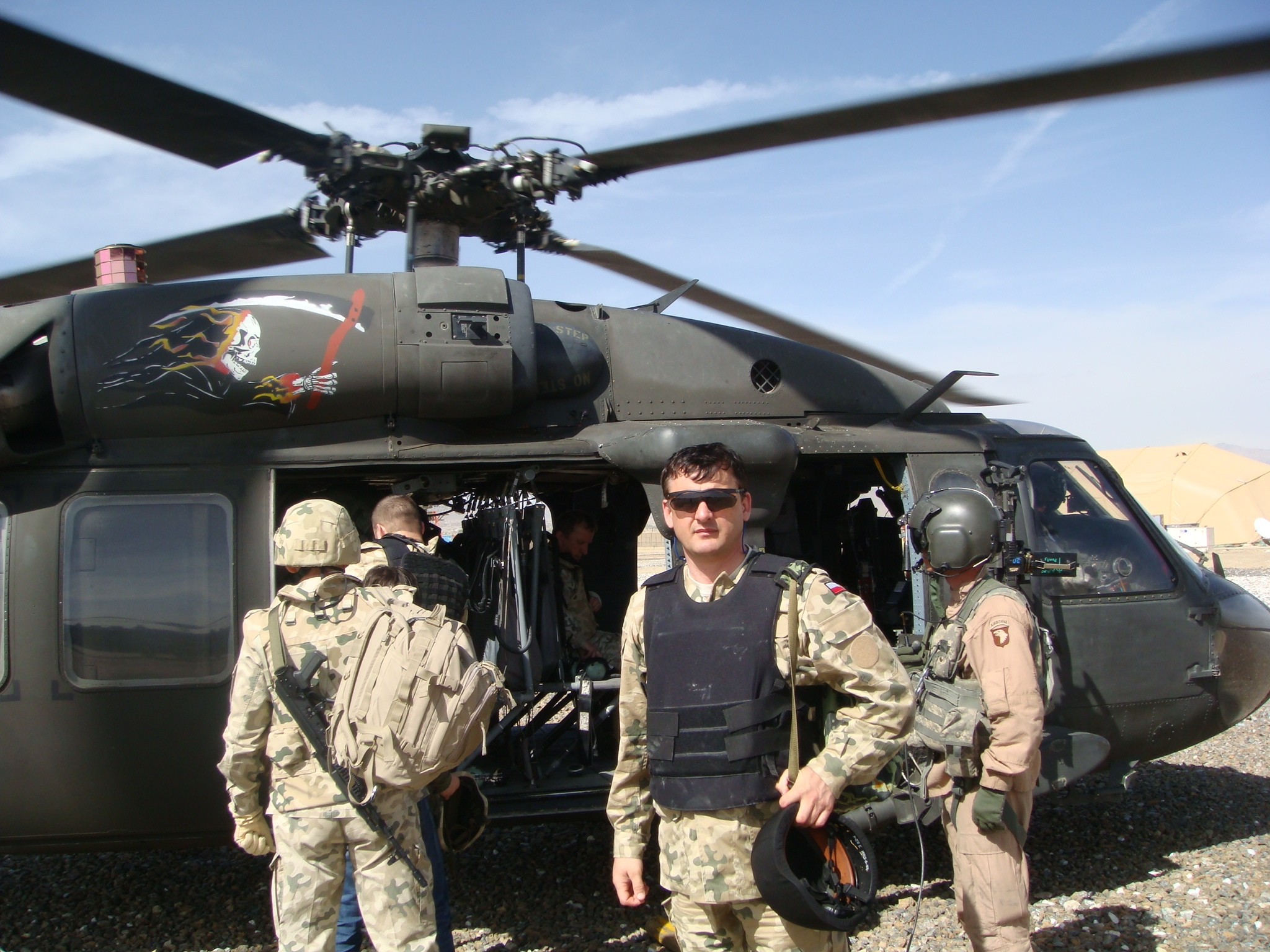
Gen. bryg. Artur Kołosowski na jednym z wyjazdów delegacji MON do Afganistanu (2009)

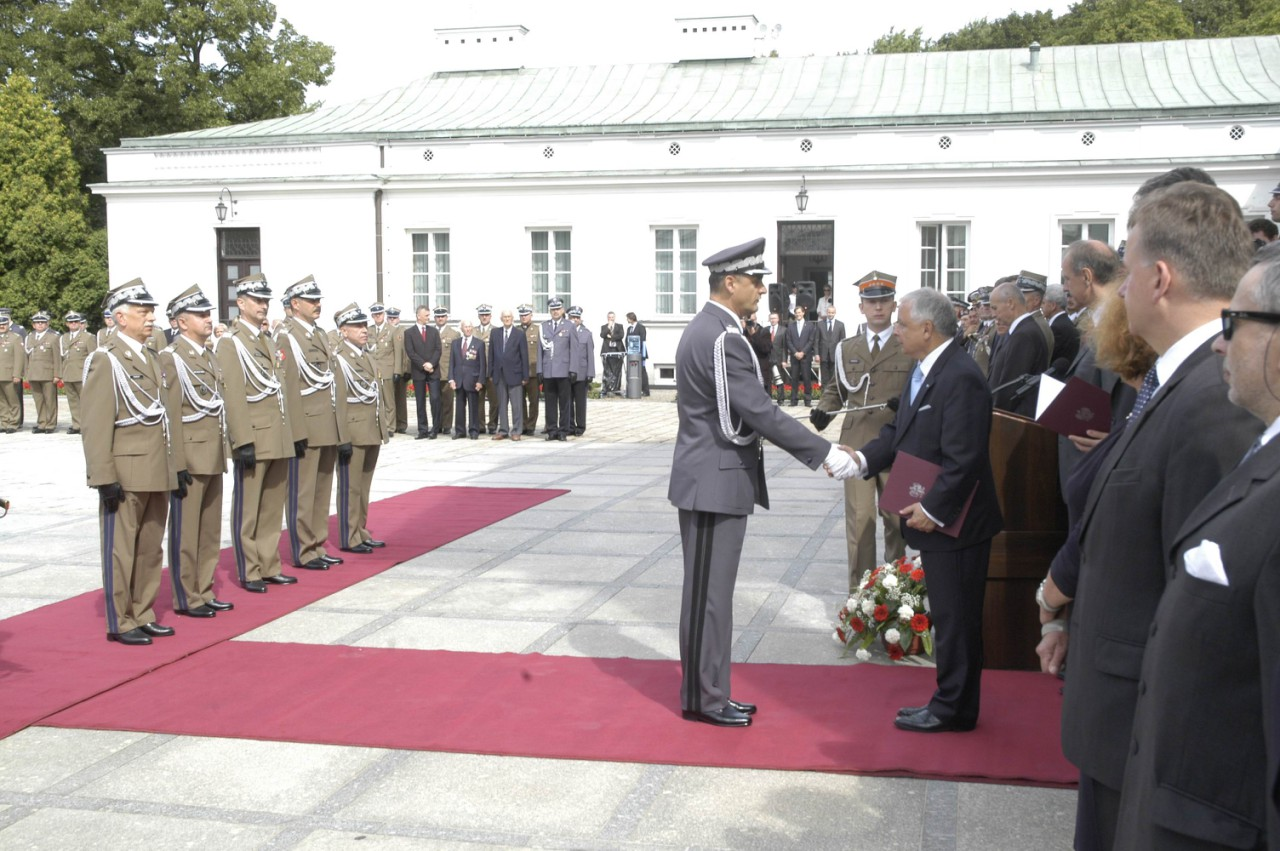
Prezydent Rzeczypospolitej Polskiej wręcza nominację na stopień generała brygady (2009)

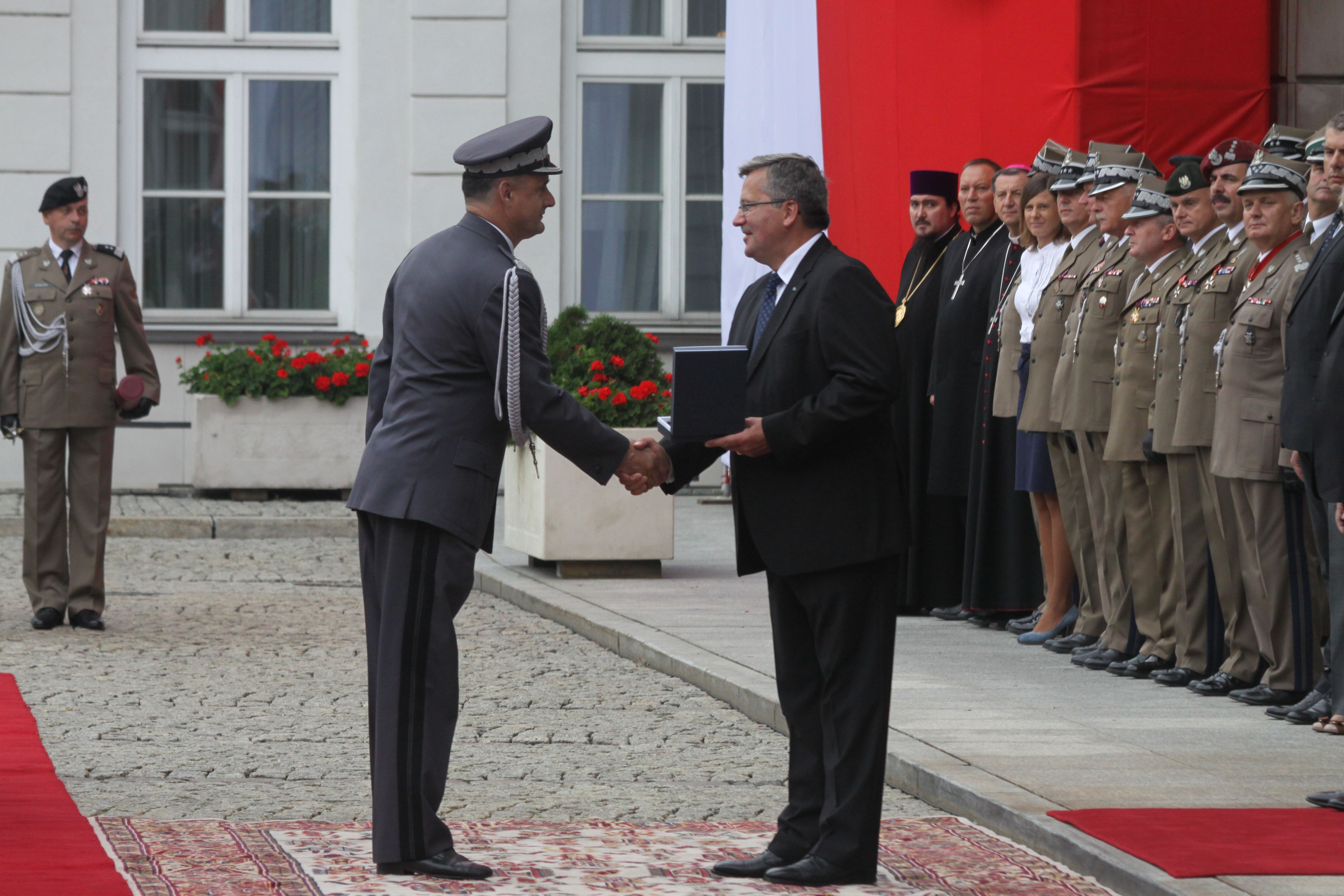
Pożegnanie gen. bryg. Artura Kołosowskiego przez prezydenta RP (2012)

Po ukończeniu Wojskowej Akademii Technicznej był związany z Wojskami Obrony Powietrznej Kraju Kraju oraz Wojskami Lotniczymi i Obrony Powietrznej (1982–1999), głównie jako inżynier sprzętu automatyzacji wojsk radiotechnicznych. W latach 1982–1987 był kierownikiem laboratorium w Zakładzie Zautomatyzowanych Systemów Dowodzenia w Wyższej Oficerskiej Szkole Radiotechnicznej, gdzie zajmował się radiolokacyjnymi podsystemami taktycznymi, imitatorami i symulatorami naprowadzania samolotów na cele. W latach 1987–1994 prowadził wykłady i zajęcia praktyczne z dziedziny urządzeń radiolokacji, urządzeń cyfrowych i symulatorów, a także zajęcia specjalistyczne w języku angielskim z kadrą Wojsk Lotniczych i Obrony Powietrznej oraz 11. Dywizji Kawalerii Pancernej. Po ukończeniu kursu instruktorskiego w USA i zdaniu egzaminu na tłumacza wojskowego języka angielskiego, w latach 1994–1999 kierował lektoratem języków obcych w Centrum Szkolenia Radioelektronicznego.
Był obserwatorem OBWE w Republice Serbskiej (1997) oraz Czarnogórze (1998).
Jako specjalista ds. kontaktów zagranicznych rozpoczął służbę w Biurze Prasy i Informacji MON (1999), gdzie między innymi reprezentował resort obrony narodowej w Audiowizualnej Grupie Roboczej NATO oraz podczas spotkań oficerów prasowych Sojuszu. W latach 2000–2001 pracował w Sekretariacie Podsekretarza Stanu ds. Polityki Obronnej MON, gdzie zajmował się m.in. sprawami międzynarodowymi i kontaktami zagranicznymi. W 2002 powrócił do Biura Prasy i Informacji MON na stanowisko zastępcy dyrektora.
W latach 2003–2007 był dyrektorem Departamentu Spraw Obronnych w Urzędzie Komunikacji Elektronicznej (wcześniej URTiP) oraz polskim przedstawicielem w Komitecie Planowania Łączności Cywilnej (CCPC) NATO. W UKE nadzorował przedsiębiorców telekomunikacyjnych w zakresie ich zadań na rzecz obronności i bezpieczeństwa państwa oraz bezpieczeństwa teleinformatycznego. Przed powrotem do służby wojskowej w MON w 2007 prowadził działalność doradczą dla przedsiębiorców ICT, m.in. dla: Clearwire, PIIT.
Od listopada 2007 do września 2010 pełnił funkcję dyrektora Sekretariatu Ministra Obrony Narodowej. Organizując krajowe i międzynarodowe działania szefa resortu obrony narodowej był bezpośrednio zaangażowany w realizację kluczowych projektów resortu. W dniu 15 sierpnia 2009 z rąk Prezydenta RP otrzymał nominację na stopień generała brygady Sił Zbrojnych Rzeczypospolitej Polskiej. Od września 2010 do maja 2012 jako dyrektor Departamentu Kadr MON w imieniu ministra obrony narodowej koordynował politykę kadrową resortu.
Lata 2007–2012, w których wykonywał zadania w ścisłym kierownictwie MON, miały przełomowe znaczenie dla Sił Zbrojnych RP. W tym czasie m.in. została zlikwidowana przymusowa służba wojskowa, nastąpiło uzawodowienie armii i zakończona została misja polskich żołnierzy w Iraku. Podejmowane były też liczne działania z zakresu reagowania kryzysowego.
W lipcu 2012 zakończył zawodową służbę wojskową. 15 sierpnia 2012, w dniu Święta Wojska Polskiego, został oficjalnie pożegnany przez prezydenta RP.
W latach 2010–2015, po powołaniu przez Prezesa Rady Ministrów, był członkiem Rady Narodowego Funduszu Zdrowia z ramienia trzech ministrów: spraw wewnętrznych, obrony narodowej oraz sprawiedliwości.

## Po zakończeniu służby
Od sierpnia 2012 do lipca 2016 pełnił funkcję prezesa Zarządu Wojskowego Centralnego Biura Konstrukcyjno-Technologicznego S.A. (WCBKT S.A.), które zajmuje się pracami badawczo-rozwojowymi oraz opracowywaniem prototypów, produkcją i serwisem urządzeń do naziemnej obsługi statków powietrznych oraz urządzeń szkolno-treningowych. WCBKT S.A. należy do Polskiej Grupy Zbrojeniowej S.A. Pełniąc obowiązki prezesa zarządu, był też liderem domeny cybertechnologie w Grupie Kapitałowej PGZ. Prowadził analizy potencjału spółek należących do PGZ SA w zakresie cybertechnologii oraz kierował zespołem opracowującym strategię rozwoju w obszarze cyberbezpieczeństwa.
Artur Kołosowski był członkiem rady naukowej w zakresie kryptologii i cyberbezpieczeństwa WAT oraz przedstawicielem w przemysłowej grupie doradczej NIAG (NATO Industry Advisory Group) w zakresie cyberbezpieczeństwa. Kandydował z listy Koalicji Obywatelskiej w 2018 do rady powiatu grodziskiego i w 2019 do Sejmu. W grudniu 2023 został dyrektorem Centrum Operacyjnego Ministra Obrony Narodowej. Od lutego 2024 jest przewodniczącym Rady Nadzorczej Polskiej Grupy Zbrojeniowej S.A..

## Życie prywatne
Żonaty, ma dwóch dorosłych synów (ukończyli studia z nauk ścisłych i technicznych). 
Hobby: literatura, sporty wodne, muzyka klasyczna.

## Odznaczenia
- Srebrny Krzyż Zasługi – 2004[17]
- Złoty Medal za Długoletnią Służbę
- Złoty Medal „Siły Zbrojne w Służbie Ojczyzny”
- Srebrny Medal „Siły Zbrojne w Służbie Ojczyzny”
- Brązowy Medal „Siły Zbrojne w Służbie Ojczyzny”
- Złoty Medal „Za zasługi dla obronności kraju”
- Srebrny Medal „Za zasługi dla obronności kraju”
- Brązowy Medal „Za zasługi dla obronności kraju”
- Medal 30-lecia Dowództwa Garnizonu Warszawa – 2025[18]
- Odznaka okolicznościowa MON
- Odznaka absolwenta WAT
- Rygraf pamiątkowy Prezydenta RP – 2012[8]